# Kyjatice
Kyjatice é um município da Eslováquia, situado no distrito de Rimavská Sobota, na região de Banská Bystrica. Tem 6,15 km² de área e sua população em 2018 foi estimada em 76 habitantes.

## Demografia
| Ano:        | 1994 | 2004    | 2014   | 2024   |
| ----------- | ---- | ------- | ------ | ------ |
| Broj ljudi: | 101  | 82      | 76     | 71     |
| Razlika:    |      | -18,81% | -7,31% | -6,57% |

| Ano:               | 2023 | 2024   |
| ------------------ | ---- | ------ |
| Número de pessoas: | 68   | 71     |
| Diferença:         |      | +4,41% |